# Paraphrase über den Fund eines Handschuhs

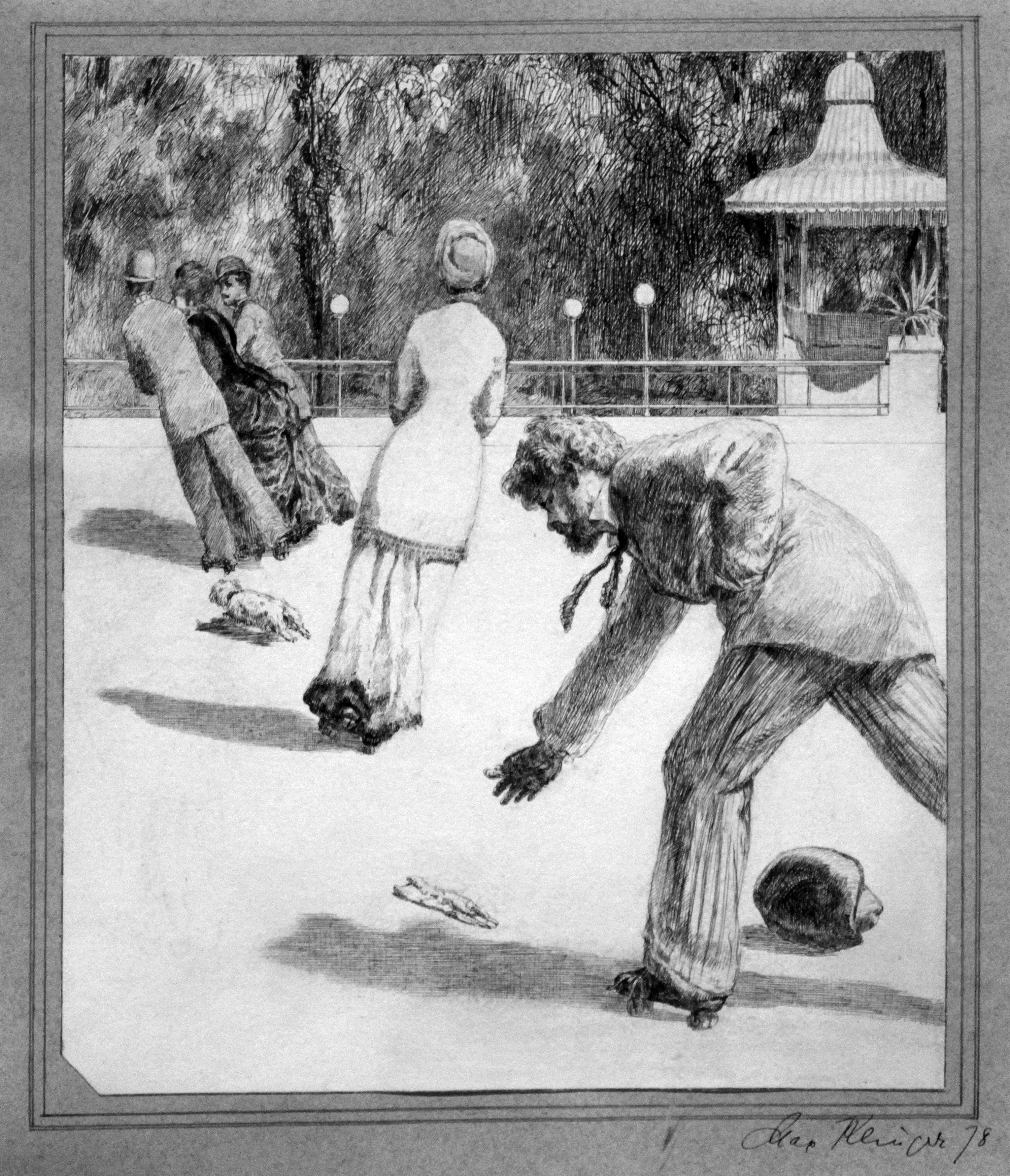
Blatt 2 „Handlung“

Paraphrase über den Fund eines Handschuhs ist der Titel eines Zyklus von zehn Zeichnungen von Max Klinger aus dem Jahr 1881.

## Entstehung
Im Alter von 21 Jahren schuf Max Klinger die Phantasien über einen gefundenen Handschuh, der Dame, die ihn verlor, gewidmet, eine bewegende Serie von Federzeichnungen, die einen surrealen Zugang zur Wirklichkeit zeigen. Aus dem banalen Vorkommnis beim Rollschuhlaufen in der Berliner Hasenheide, wo eine (ausnehmend hübsche?) Dame einen Handschuh verliert, entwickelt Klinger Zeichnungen von eindringlicher Schärfe, die seine seelische und träumerische Verfassung wiedergeben, so dass ihr der Betrachter bis in intime Bereiche folgen kann.
Die Zeichnungen wurden von Otto Gerstenberg erworben und befinden sich heute in der Sammlung Scharf-Gerstenberg in Berlin-Charlottenburg (Stülerbau), wo sie zur ständigen Ausstellung gehören. Der Zyklus von zehn Zeichnungen wurde drei Jahre später (1881) unter dem Titel Paraphrase über den Fund eines Handschuhs gedruckt und erfuhr so weitere Verbreitung.